# NORCECA Final Four maschile 2023
La NORCECA Final Four 2023, 2ª edizione dell'omonima competizione maschile di pallavolo, si è svolta dal 9 all'11 giugno 2023: al torneo hanno partecipato quattro squadre nazionali nordamericane e la vittoria finale è andata per la prima volta al Messico.

## Impianti
|                                                                                       |  |  |
|                                                                                       |  |  |
| Auditorio del Pueblo Città: Victoria de Durango Capienza: 3 500 Anno d'apertura: 1960 |  |  |

## Regolamento

### Formula
Le squadre hanno disputato un'unica fase con formula del girone all'italiana.

### Criteri di classifica
Se il risultato finale è stato di 3-0 sono stati assegnati 5 punti alla squadra vincente e 0 a quella sconfitta, se il risultato finale è stato di 3-1 sono stati assegnati 4 punti alla squadra vincente e 1 a quella sconfitta, se il risultato finale è stato di 3-2 sono stati assegnati 3 punti alla squadra vincente e 2 a quella sconfitta.
L'ordine del posizionamento in classifica è stato definito in base a:
- Numero di partite vinte;
- Punti;
- Ratio dei punti realizzati/subiti;
- Ratio dei set vinti/persi;
- Risultati degli scontri diretti.

## Squadre partecipanti
| Squadra         | Qualificazione      | Ultima partecipazione |
| --------------- | ------------------- | --------------------- |
| Guatemala       | -                   | Debutto               |
| Messico         | Paese organizzatore | Cuba 2022             |
| Porto Rico      | -                   | Cuba 2022             |
| Rep. Dominicana | -                   | Cuba 2022             |

## Torneo

### Risultati
| 9 giugno 2023 Auditorio del Pueblo, Victoria de Durango Durata: 1h:53 - Spettatori: 1 500  | Porto Rico      | 1 - 3 | Rep. Dominicana | 20-25, 25-22, 23-25, 20-25        |
| 9 giugno 2023 Auditorio del Pueblo, Victoria de Durango Durata: 1h:11 - Spettatori: 1 500  | Messico         | 3 - 0 | Guatemala       | 25-19, 25-19, 25-22               |
| 10 giugno 2023 Auditorio del Pueblo, Victoria de Durango Durata: 1h:05 - Spettatori: 1 000 | Porto Rico      | 3 - 0 | Guatemala       | 25-22, 25-18, 25-22               |
| 10 giugno 2023 Auditorio del Pueblo, Victoria de Durango Durata: 1h:05 - Spettatori: 2 000 | Messico         | 3 - 0 | Rep. Dominicana | 25-21, 25-20, 25-20               |
| 11 giugno 2023 Auditorio del Pueblo, Victoria de Durango Durata: 1h:10 - Spettatori: 1 500 | Rep. Dominicana | 3 - 0 | Guatemala       | 25-21, 25-20, 25-21               |
| 11 giugno 2023 Auditorio del Pueblo, Victoria de Durango Durata: 2h:10 - Spettatori: 2 500 | Messico         | 3 - 2 | Porto Rico      | 20-25, 25-22, 25-18, 22-25, 15-12 |

### Classifica
| Pos. | Squadra         | Pt | G | V | P | SV | SP | Ratio | PF  | PS  | Ratio |
| ---- | --------------- | -- | - | - | - | -- | -- | ----- | --- | --- | ----- |
| 1.   | Messico         | 13 | 3 | 3 | 0 | 9  | 2  | 4,500 | 257 | 223 | 1,152 |
| 2.   | Rep. Dominicana | 9  | 3 | 2 | 1 | 6  | 4  | 1,500 | 233 | 225 | 1,035 |
| 3.   | Porto Rico      | 8  | 3 | 1 | 2 | 6  | 6  | 1,000 | 265 | 266 | 0,996 |
| 4.   | Guatemala       | 0  | 3 | 0 | 3 | 0  | 9  | 0,000 | 184 | 225 | 0,817 |

## Classifica finale
| Pos     | Squadra         | Rosa |
| ------- | --------------- | --- |
| Oro     | Messico         | Formazione: 1 J. Mendoza, 3 Bravo, 5 Parra, 6 J. López, 7 D. González, 8 E. Mendoza, 9 Téllez, 10 Rangel, 11 B. López, 12 Fuentes, 13 R. González, 16 Chávez, 19 Hernández, 25 E. Sandoval, CT: Azair |
| Argento | Rep. Dominicana | Formazione: 1 Tapia, 2 Reinoso, 4 Hernández, 5 Miéses, 6 Blondet, 7 de Jesús, 8 López, 9 Turbides, 10 Toribio, 12 Almonte, 14 Ramírez, 15 Rosario, 18 Ortiz, 19 Cruz, CT: Gutiérrez                   |
| Bronzo  | Porto Rico      | Formazione: 2 Lawrence, 3 Hoyos, 8 García, 9 Molina, 10 Maldonado, 11 Ruiz, 12 Negrón, 15 Rodríguez, 17 Alomar, 18 Elías, 21 Vega, 22 Massanet, CT: Torres                                            |
| 4       | Guatemala       | Formazione: 1 Ruano, 2 López, 3 González, 5 Flores, 6 Lucero, 7 Pérez, 8 Ralón, 12 Pineda, 13 Hernández, 14 Chinchilla, 17 Chacón, 20 Caballeros, CT: Lucas                                           |

|  | Qualificata alla Volleyball Challenger Cup 2024 |

## Premi individuali
| Premio                | Nome             | Squadra         |
| --------------------- | ---------------- | --------------- |
| MVP                   | Pedro Rangel     | Messico         |
| Miglior realizzatore  | Pedro Molina     | Porto Rico      |
| Miglior servizio      | Henry López      | Rep. Dominicana |
| Miglior difesa        | Enger Miéses     | Rep. Dominicana |
| Miglior ricevitore    | Enger Miéses     | Rep. Dominicana |
| Miglior palleggiatore | Juan Miguel Ruiz | Porto Rico      |
| Miglior opposto       | Diego González   | Messico         |
| Miglior schiacciatore | Josué López      | Messico         |
| Miglior schiacciatore | Pedro Molina     | Porto Rico      |
| Miglior centrale      | Luther Rosario   | Rep. Dominicana |
| Miglior centrale      | Víctor Parra     | Messico         |
| Miglior libero        | Enger Miéses     | Rep. Dominicana |